# Андижанский государственный университет
Андижанский государственный университет имени Захириддина Мухаммеда Бабура (узб. Zahiriddin Muhammad Bobur nomidagi Andijon davlat universiteti) — высшее учебное заведение в Андижане. Был создан в 1931 году. После обретения страной независимости 28 февраля 1992 года Указом президента Республики Узбекистан Андижанский государственный педагогический институт был преобразован в Андижанский государственный университет.
В настоящее время в университете обучается более 23000 студентов и около 200 аспирантов. Имеются факультеты: физико-математический, филологии, истории, естественных наук, иностранных языков (Андижанский Государственный Педагогический Институт Языков вошёл в состав АГУ, включал факультеты русского, английского, французского и немецкого языков, а также факультеты филологии русского, английского, французского и немецкого языков), физической культуры, педагогики, дошкольного обучение, информационных технологий и инжиниринга, искусства, гуманитарно-экономический. В университете функционируют 38 кафедры, работают более 200 кандидатов наук, PhD, доценты и 45 докторов наук, DSc, профессоры, член Академии наук Узбекистана С.Зайнабиддинов.

## История
В 1931 году при Ферганском государственном педагогическом институте был создан Андижанский вечерний педагогический институт. В 1939 году в институт были приняты студенты на дневное отделение, на факультеты языка и литературы (узбекский язык и литература, русский язык и литература), физико-математический (физико-математические специальности), естественной географии (естественные науки и география), истории. На дневном отделении обучалось 114 студента, на вечернем — 152 студента.
Университет функционировал как институт для подготовки учителей в 1939—1953 годах. За этот период он подготовил более 2500 педагогических кадров для народного образования. 19 июля 1952 года был издан приказ Министерства высшего образования СССР о создании Андижанского государственного педагогического института. В 1956 году институту было передано новое здание (ныне здание Центра повышения квалификации и переподготовки работников народного образования Андижанской области). В 1957—1976 годах ректором института был Г. Х. Абдуллаев. При Абдуллаеве большое внимание уделялось развитию учебно-методической, научно-исследовательской работы в институте, была укреплена его материально-техническая база. За этот период более 30 педагогических работников защитили докторские и кандидатские диссертации. В 1966 году на базе Педагогического института был создан Институт языков. В начале 70-х годов 50 % сотрудников института имели ученую степень и звания. В свою очередь, это дало свои результаты и в сфере подготовки кадров.
В 1976 году ректором института был назначен кандидат биологических наук (впоследствии доктор биологических наук, профессор, академик) Акмал Касимович Касимов. В этот период укрепилась материально-техническая база института, расширились кафедры и факультеты. В этот период достигнуты большие успехи в подготовке учебных, научно-педагогических кадров, в дальнейшем развитии научно-исследовательской работы. В 1981 году было завершено строительство здания института на нынешней Университетской улице, а с 1982 года здание заработало на полную мощность.
После обретения независимости в 1991 году наша страна вступила на новый путь развития. Система образования также претерпела ряд изменений и обновлений. Указом президента Узбекистана от 28 февраля 1992 года на базе Андижанского государственного педагогического института был создан Андижанский государственный университет. Первым ректором университета стал Акмал Касимов, в 1992 году в связи с переводом на должность заместителя хокима Андижанской области по социальным вопросам ректором был назначен профессор Кодиржон Парпиев. В 1993 году на должность ректора был назначен Акмал Касимов, который проработал до перехода на должность заместителя председателя Олий Мажлиса в 1995 году. В 1995—1996 годах ректором университета был доцент Бахром Джалилов, в 1996—2006 годах — профессор Сирожиддин Зайнобиддинов. В этот период была проведена практическая работа по обеспечению учебными планами, учебниками и учебными пособиями, доставке из центральных высших учебных заведений отсутствующих учебников, привлечению в университет известных учёных и профессоров из ведущих высших учебных заведений, коренному улучшению деятельности библиотеки. С 1996—1997 учебного года при университете функционировал лицей-интернат.
В период 2006-2015 годы ректором был кандидат биологических наук Т. Мадумаров. В результате работы, проводимой в этот период в учебно-методической, духовно-просветительской, научной работе и особенно в области укрепления материально-технической базы, университет вошёл в число ведущих высших учебных заведений республики. В 2010 году решением Кабинета Министров к университету был присоединён Андижанский институт иностранных языков.